# Agarak (Meghri)
Agarak (traslitterazione dell'armeno: Ագարակ) è una città di circa 4 900 abitanti (2011) della provincia di Syunik in Armenia, 410 km a sud della capitale Erevan e 94 km a sud del capoluogo Kapan. È la città più a sud dell'Armenia, sulla sponda sinistra dell'Aras, al confine con l'Iran, 9 km a sud-ovest di Meghri. Il valico di frontiera ad Agarak è l'unico valico di frontiera dell'Armenia con l'Iran, con il villaggio iraniano di Nurduz che si trova dall'altra parte del confine. Il villaggio aveva una stazione ferroviaria sul ramo demolito e non funzionante della ferrovia Yerevan-Nakhchivan-Horadiz.
Nei pressi si trova la chiesa di Surb Amenaprkich (San Salvatore) del XVII secolo.

## Storia
Agarak si trova nella provincia storica di Arevik risalente a quando il Syunik era parte della Grande Armenia. È menzionata per la prima volta nel XII-XIII secolo dallo storico Stepanos Orbelian come zona rurale. Fin dai tempi antichi l'area era conosciuta per le miniere di rame e piombo. Il nome della città deriva da un villaggio situato nei pressi.
Agarak fu fondata nel 1949 come insediamento operaio e ottenne lo status di città nel 1954. Lo sviluppo futuro del centro è legato all'impianto per la lavorazione di rame e molibdeno, costruito nel 1958. La popolazione si raccolse dai villaggi vicini, trasformando la città in centro industriale. Nel 1972 la popolazione era di circa 3 800 abitanti e nel 1979 di 4073.

## Economia
Agarak è una città mineraria. L'industria basata su rame e molibdeno ha avuto una ripresa nel 2001. Attualmente assicura 1200 posti di lavoro che occupano oltre un quinto della popolazione.
Il 30 novembre 2004 qui è iniziata la costruzione della parte armena del gasdotto Iran-Armenia.